# Birkat Hamazón
En el judaísmo se conoce como Birkat Hamazón (en hebreo: ברכת המזון, Bendición de los alimentos) a la serie de bendiciones que la ley judía prescribe para recitar después de una comida que incluya haber comido un kezáit de matzá (27 gr.) hecho a partir de trigo, cebada, centeno, avena o espelta. Se trata de un asunto de disputa rabínica el si hay que recitar el Birkat Hamazón después de comer algunas comidas parecidas al pan, como la pizza.

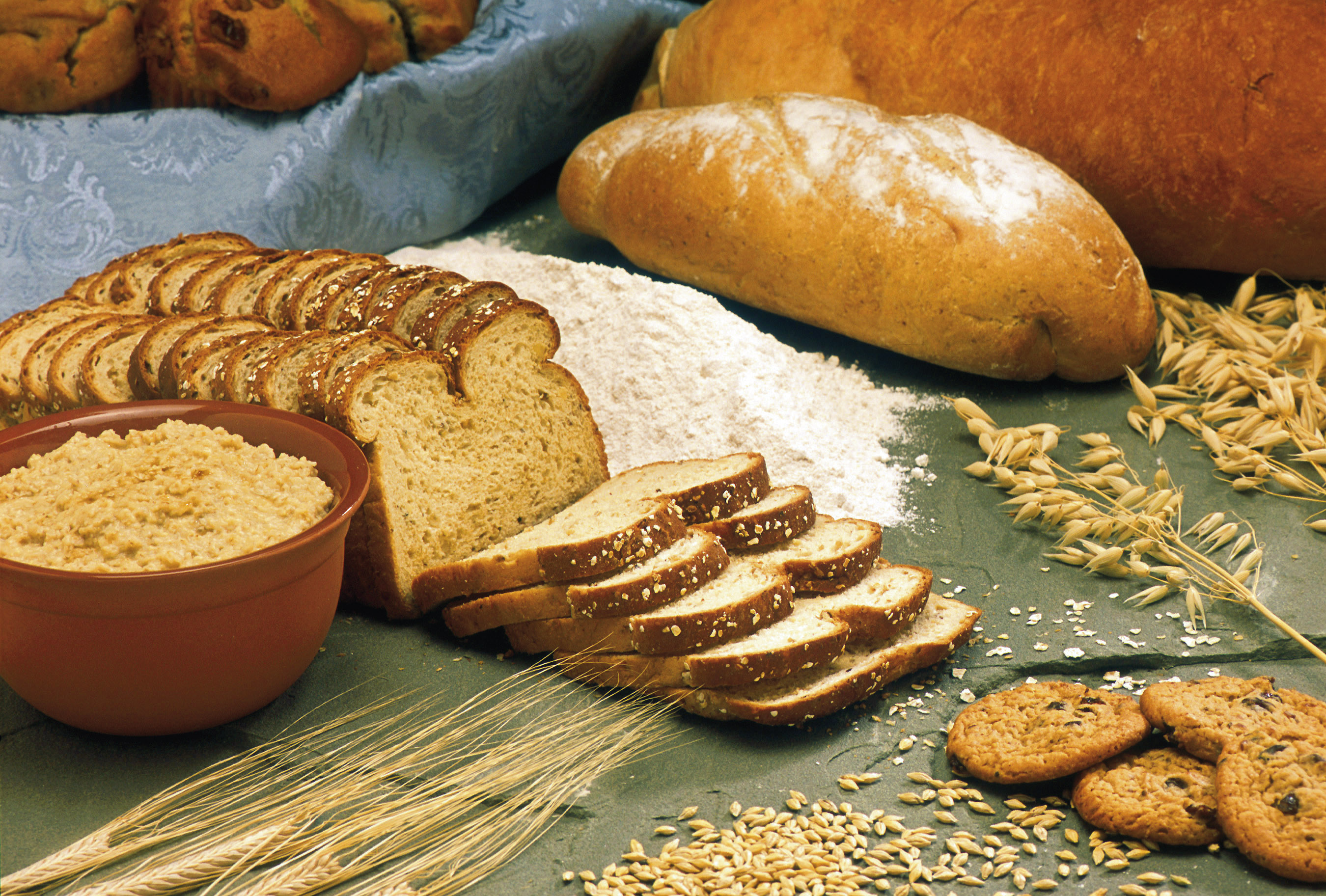
El Birkat Hamazón se recita después de consumir
una comida con pan

Aunque técnicamente es una serie de bendiciones, el Birkat Hamazón toma la forma de las oraciones que se suelen leer calladamente para la alimentación diaria y a menudo cantada para comidas especiales, como el sabbat, festivales y otras fiestas. Aunque tanto los practicantes del judaísmo ortodoxo y del conservador esperan que los judíos observantes reciten estas bendiciones después de cada comida que contenga el tipo de pan que la Halajá exige para esta oración, muchos judíos medianamente observantes no siguen la práctica en todas las comidas, pero lo hacen en ocasiones especiales.
Birkat Hamazón se puede encontrar en casi todos los Sidurim (libros de oración) y se imprimen a menudo en una variedad de estilos artísticos en un pequeño libro llamado birjon.

## Fuente y texto

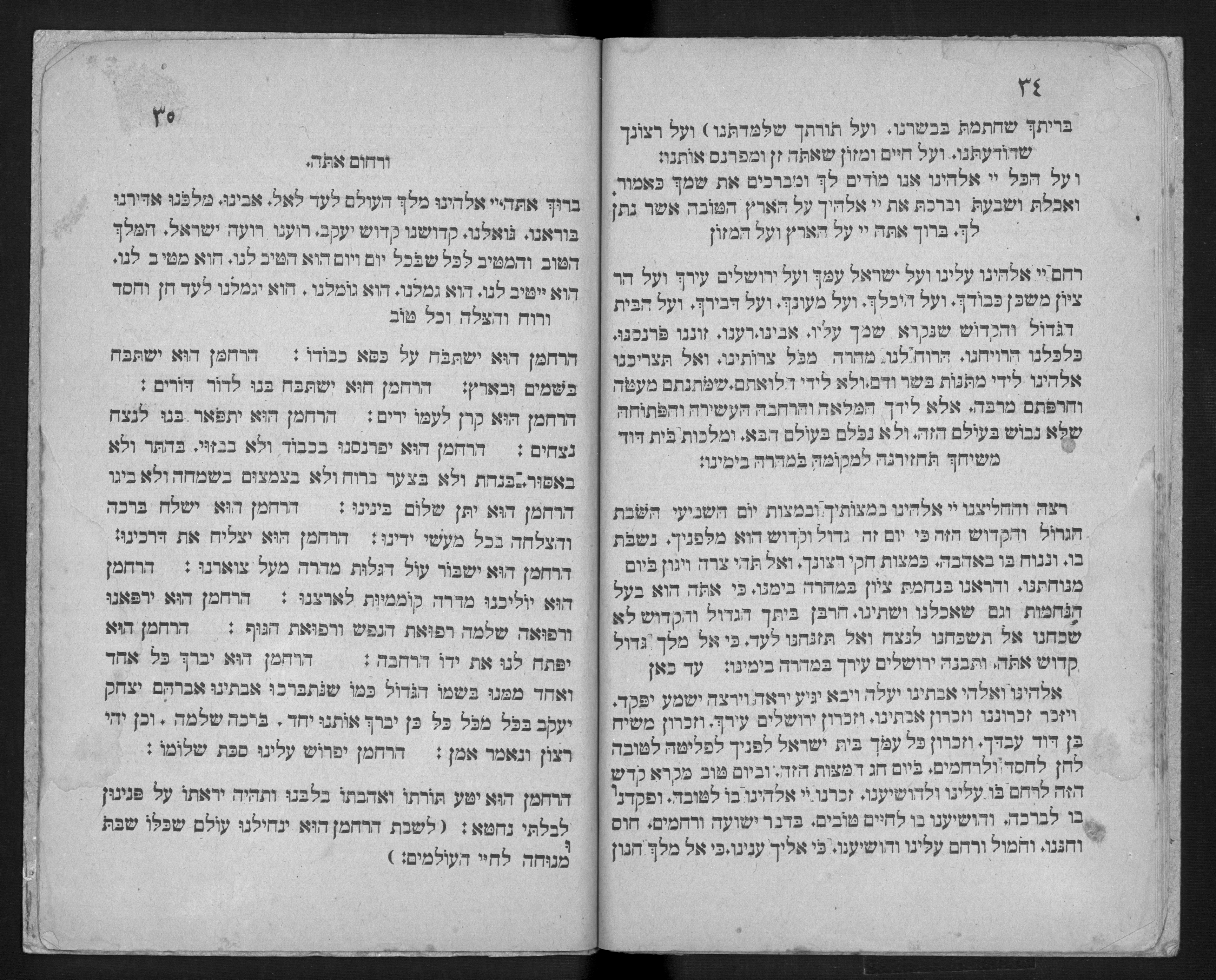

El origen de la bendición se encuentra en Deuteronomio 8:10: "Y comerás y te saciarás y bendecirás al Eterno tu Dios, en la tierra la buena  que dio a ti"
El Birkat Hamazón contiene cuatro bendiciones:
1. La primera bendición, que es una bendición de agradecimiento por la comida fue, según la tradición, compuesta por Moisés en agradecimiento por el maná que los israelitas comieron en el desierto durante el Éxodo de Egipto.
2. La segunda bendición, que es una bendición de agradecimiento por la Tierra de Israel, se atribuye a Josué después de conducir al pueblo hebreo a Israel.
3. La tercera bendición, que se refiere a Jerusalén, se atribuye a David (quien estableció la capital en Jerusalén) y a Salomón (que construyó el Templo de Jerusalén). Estas tres bendiciones son consideradas como las obligadas leyes bíblicas.
4. La cuarta bendición, una bendición de agradecimiento por la bondad de Dios, fue escrita por el Rabino Gamaliel II en Yavne. La obligación de recitar esta bendición se considera solo rabínica.

Luego sigue una serie de bendiciones cortas, que comienzan con la palabra "Harajamán" (El Piadoso), en las que se pide por la compasión divina.
Algunas partes adicionales se añaden en ocasiones especiales. Los días de fiesta judía se añade el párrafo de Yaalé Veyavo, y en Shabat hay un párrafo extra añadido conocido como Retsé. En Janucá y Purim, él se añade el párrafo adicional Al Hanissim (Para los milagros...).
Hay varios textos conocidos del Birkat. El más conocido es el asquenazí. Hay también sefardí, yemení e italiana. Todos estos textos siguen la misma estructura descrita anteriormente, pero varía la redacción. En particular, la versión italiana conserva la antigua práctica de comenzar el párrafo insertado en Shabat con Najamenu.

## Salmos preliminares
Una práctica muy extendida cuando se recita el Birkat Hamazón en sabbat y otras fiestas judías y en los días en la que el penitencial Tajanun no se recita, es costumbre en algunas comunidades cantar o recitar primero a modo de introducción el Salmo 126: Shir Hamaalot, (Cantar de los ascensos), en el que expresa la esperanza de los judíos por volver a la tierra de Sion tras su redención final. Esto es frecuentemente seguido por cuatro líneas adicionales de cuatro salmos diferentes (145:21; 115:18; 118:1; 106:2), conocido como Tehilat Hashem (Elogio de D-os).
Menos frecuente es la recitación en los días laborables del Salmo 137, Al Naharot Bavel, (junto a los ríos de Babilonia), que describe las reacciones de los judíos en el exilio al igual que habrían expresado durante la cautividad babilónica.

## Zimun
Cuando comieran pan 3 o más hombres juntos se acostumbra recitar una invitación (zimun, en hebreo) antes de iniciar el texto de las bendiciones. Esta invitación cambia su formato al juntarse más de 10 personas, y también en ocasiones especiales como celebraciones a recién casados, circuncisión, etc.